# ليه لاندو
ليه لاندو (بالإنجليزية: Les Landau)‏ هو مخرج أمريكي، ولد في القرن العشرين.

## وصلات خارجية
- ليه لاندو على موقع IMDb (الإنجليزية)
- ليه لاندو على موقع قاعدة بيانات الفيلم (الإنجليزية)
- ليه لاندو على موقع كينوبويسك (الروسية)